# Ghebeish
Ghebeish é um dos sete distritos do estado de Cordofão do Norte, no Sudão. Até 16 de agosto de 2005 pertenceu ao extinto estado do Cordofão Ocidental.